# Hesitant Alien
Hesitant Alien은 미국 밴드 My Chemical Romance(마이 케미컬 로맨스)의 전 보컬인 Gerard Way(제라드 웨이)의 정식 솔로 데뷔 앨범이다. 미국에서 2014년 9월 29일, 그 외 국가에서는 2014년 9월 30일에 발매되었다. 앨범 발매는 2014년 5월에 공식적으로 발표되었으나, "Zero Zero"와 "Millions"의 데모 버전은 2012년부터 유포되었다. 앨범은 Doug McKean이 프로듀싱하였다. Doug McKean은 레코딩 엔지니어로서 프로듀서 Rob Cavallo와 My Chemical Romance의 몇몇 앨범들을 제작한 것으로 알려져 있다. Hesitant Alien에 대한 평은 대체로 긍정적인 편이며, 미국 빌보드200에서 16위를 하면서 어느정도 수익을 냈다. Gerard Way(제라드 웨이)는 앨범 제작에 도움을 준 음악가들을 선발하여 "The Hormones"라는 투어 밴드를 결성하였다.

## 배경
My Chemical Romance(마이 케미컬 로맨스)는 2013년 3월 22일에 공식적으로 해체되었다. 다음 해에 역대 히트곡을 모아놓은 앨범 May Death Never Stop You가 발매되었다. 보컬 Gerard Way(제라드 웨이)는 Warner Bros. Records와 계약을 한 후 2014년 6월 11일에 솔로 앨범 "Action Cat"을 내면서 솔로 가수로서의 활동을 알렸다. 2014년 8월 18일에는 두 번째 솔로 앨범 "No Shows"를 냈다.